# Stefan Bergman
Stefan Bergman   (Częstochowa, 5 de maig de 1895 - Palo Alto, 6 de juny de 1977) va ser un matemàtic nord-americà, d'origen jueu polonès. A vegades està escrit Bergmann; va eliminar la segona n en arribar als Estats Units.

## Vida i Obra
Bergman va néixer en una família de banquers jueus quan el sud de l'actual Polònia formava part de l'Imperi Rus. Després de ser escolaritzat a la seva vila natal, el 1913 va començar estudis universitaris a la universitat de Breslau i el 1915 els va continuar a l'escola d'enginyers de la universitat de Viena, en la qual es va graduar com enginyer el 1920. Com que es va sentir molt atret per les matemàtiques pures, es va matricular a la universitat de Berlín en la qual va obtenir el doctorat el 1922 amb una tesi dirigida per Richard von Mises, que sembla que va ser fruit d'un malentès en una tasca que li va encomanar Erhard Schmidt. Sigui com sigui, en aquesta tesi es va concebre l'espai de Bergman de funcions holomorfes integrables.
El 1930 va ser nomenat professor de la universitat de Berlín, però el 1933 va ser expulsat de la universitat d'acord a les lleis nazis anti-jueves. Va trobar refugi a Rússia on va ser professor de les universitats de Tomsk i de Tbilisi. El 1937 va tornar a emigrar fugint de l'estalinisme, aquest cop a París on va treballar a l'Institut Henri Poincaré, fins que el 1939 va anar de forma definitiva als Estats Units d'Amèrica.
Després d'uns primers anys treballant al MIT, al Yeshiva College i a la universitat de Brown, el 1945 es va reunir amb el seu antic mestre, von Mises, a la universitat Harvard on va romandre fins al 1952 en que es va traslladar a Califòrnia per ocupar una plaça docent a la universitat Stanford en la qual es va mantenir la resta de la seva vida.
Va morir el 1977 i, en morir la seva vídua Adele el 1988, va quedar instituït el Premi Stefan Bergman, gestionat per la Societat Americana de Matemàtiques.
Stefan Bergman és recordat, sobre tot, per haver desenvolupat una teoria dels espais de Hilbert de funcions analítiques basat en un nucli reproductor que ha quedat anomenat com nucli de Bergman.